# Андреј Костицин
Андреј Олегович Костицин (блр. Андрэй Алегавiч Касцiцын; рус. Андре́й Оле́гович Кости́цын — рођен 3. фебруара 1985. у Новополоцку, СССР) белоруски је професионални хокејаш на леду и заслужни спортиста Белорусије. Леворук је и игра на позицији десног крила.
Године 2008. проглашен је за најбољег хокејаша Белорусије. Најуспешнији је белоруски хокејаш који је икада играо у НХЛ лиги. Његов млађи брат Сергеј такође је професионални хокејаш.
Тренутно игра у екипи Трактора из Чељабинска у КХЛ лиги.

## Клупска каријера
Костицин је играчку каријеру започео са 15. година у клубу Полимир из свог родног града у сезони 2000/01. године. Након добрих игара у прве две сезоне, током лета 2002. потписује уговор са московским ЦСКА, за који је у почетку играо у развојној лиги, а у паузама такмичењима наступао је и за јуниорски тим Јуности из Минска. Године 2010. на драфту НХЛ лиге одабрала га је екипа Монтреал канадијанса као десетог пика у првој рунди.
Први професионални уговор потписао је у лето 2004. са екипом Канадијанса. Одмах након потписивања трогодишњег уговора прослеђен је у екипу Булдогса из Хамилтона у Америчкој хокејашкој лиги у сезони 2004/05.
Прву утакмицу у НХЛ одиграо је 1. децембра 2005, у поразу Канадијанса од Сејберса. Први погодак у лиги постигао је 13. децембра исте године у победи своје екипе против Којота са 5:2. Најбољи учинак остварио је у сезони 2007/08. са 53 поена у 78 утакмица. Исте сезоне у екипи му се придружио и млађи брат Сергеј. У 12 утакмица плејофа те сезоне остварио је учинак од 8 поена. Почетком јула 2008. продужио је уговор са клубом на још три сезоне, а вредност уговора је износила 3,25 милиона америчких долара по сезони.
Крајем фебруара 2012. Костицин је трејдован у Нешвил предаторсе у замену за друго место на драфту те године и пето место на драфту наредне године. Након лошијег учинка у екипи из Нешвила у сезони 2011/12. врати се у Европу и потписао уговор на 2 године са КХЛ лигашем Трактором из Чељабинска. Са Трактором је у сезони 2012/13. играо финале плејофа у ком је његов тим поражен од Динама из Москве са 4:2 у победама.

## Репрезентативна каријера
Први наступ на међународној сцени у дресу репрезентације Белорусије имао је на светском првенству за играче до 18 година 2000. године, као 15-огодишњи дечак. Већ следеће године заиграо је за репрезентацију до 20 година у елитној дивизији. Исте године наступио је и за тим до 18 година са којим је освојио златну медаљу на првенству прве дивизије (уз учинак од 14 поена у 5 утакмица). И током наредних неколико година паралелно је наступа за обе млађе националне селекције, а са селекцијом до 20 година је 2004. освојио златну медаљу на првенству прве дивизије, група Б (уз учинак од по 5 голова и асистенција у 5 утакмица).
Дебитантски наступ у сениорској репрезентацији остварио је исте 2004. године на првенству прве дивизије у Норвешкој. Костицин је на том такмичењу остварио учинак од 6 поена у 5 утакмица, а селекција Белорусије је освојила прво место и обезбедила пласман у елитни ранг такмичења.
Представљао је Белорусију на Зимским олимпијским играма 2010. у Ванкуверу, заједно са млађм братом Сергејем.